# Pomnik nachodzki w Poznaniu

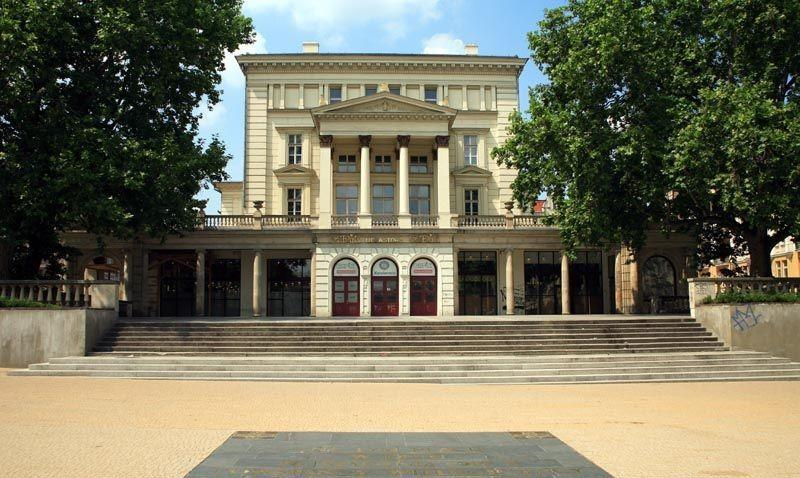
Arkadia w Poznaniu, przed nią stał Pomnik nachodzki

Pomnik nachodzki (także: pomnik lwa, niem. Löwendenkmal, Kriegerdenkmal 1866) – monument, który zlokalizowany był w centrum Poznania na ówczesnym placu Wilhelmowskim (obecny plac Wolności), w bezpośrednim sąsiedztwie Arkadii (tyłem do niej). Zburzony w 1919 roku.

## Projekt i wymowa
Projektantem pomnika był radca budowlany Cäsar Stenzel inspirowany figurą Lwa brunszwickiego z 1166. Monument przedstawiał lwa z grzywą, wspartego przednimi łapami na lufie armatniej, stojącego na wysokim cokole. Na narożach cokołu stały cztery postacie dowódców pruskich z bitwy pod Náchodem, które to wydarzenie pomnik upamiętniał, a w której poległo także wielu Polaków, walczących po obu stronach konfliktu. Lew celowo kroczył ku wschodowi, co nadawało pomnikowi określoną, ekspansywną wymowę.

## Odsłonięcie
Odsłonięcie dzieła Stenzla miało miejsce 27 czerwca 1870, w obecności oddziałów walczących w 1866 pod Náchodem, a wchodzących w skład V Korpusu Armii Pruskiej, pod dowództwem generała Karla Friedricha von Steinmetza (pomnik ufundowali oficerowie tej armii). W uroczystości uczestniczyli przedstawiciele władz miejskich, regionalnych, a także abp Mieczysław Halka-Ledóchowski. Mimo zaproszenia nie przybył Wilhelm I Hohenzollern. Z uwagi na fakt, że w trakcie zbiórki funduszy zabrakło około 7000 talarów, to lwa odlano ze stopu brązowanego żeliwa i cynku, a nie z brązu. Odlewy wykonał Johannes Brix według modeli przygotowanych przez rzeźbiarza Pohlego. Na wygląd pomnika wpływ miał m.in. architekt Gustav Schultz i kupiec Bernard Jaffé.

## Zburzenie
Pomnik przestał istnieć, zrzucony spontanicznie z cokołu przez młodzież w nocy z 3 na 4 kwietnia 1919, podobnie jak inne niemieckie pomniki w mieście. Był to efekt manifestacji w obronie praw Polski do Gdańska i Pomorza Nadwiślańskiego. Wszystkie pomniki zgromadzono na Placu Wolności, a stąd przewieziono do składnicy złomu przy ul. Masztalarskiej, celem przetopienia na monumenty polskie. W miejscu pomnika wmurowano poziomą płytę upamiętniającą złożenie w tym miejscu przysięgi przez powstańców wielkopolskich.